# لا أرمينتيرا
بلدية لا أرمينتيرا (بالإسبانية: La Armentera) هي بلدية تقع في مقاطعة جرندة التابعة لمنطقة كتالونيا شمال شرق إسبانيا.

## الديموغرافيا
بلغ عدد سكان بلدية لا أرمينتيرا 863 نسمة عام 2011 (وفقاً للمعهد الوطني الإسباني للإحصاء).
| 749 | 742 | 755 | 765 | 783 | 855 | 863 |